# Полярен ден
Полярен ден настъпва в най-северните и най-южните райони на Земята, когато Слънцето не се скрива под хоризонта за повече от 24 часа. Феноменът е следствие от наклона на плоскостта на земния екватор към плоскостта на земната еклиптика, който сключва ъгъл от около 23° 27′. Близо до полярните кръгове могат да се наблюдават бели нощи.

## Описание
Около лятното слънцестоене, Слънцето е видимо през цялото денонощие при ясни метеорологични условия. Броят потенциални полярни дни на година се увеличава с приближаване към полюсите. Въпреки че формално бива определян от полярните кръгове, полярният ден може да бъде наблюдаван до 90 km извън полярните кръгове, като точната географска ширина на границите на полярния ден зависят от топографията и варират леко от година на година.
Тъй като няма постоянни селища на юг от южния полярен кръг, освен няколко изследователски станции, страните и териториите, чието население наблюдава полярни дни, се намират само в Северното полукълбо: Канада, Исландия, Финландия, Норвегия, Швеция, Гренландия, Русия и щата Аляска на САЩ. Четвърт от територията на Финландия се намира на север от северния полярен кръг, а в най-северната точка на страната Слънцето не залязва в продължение на 60 дни през лятото. В Свалбард, Норвегия, най-северният населяван регион на Европа, Слънцето не залязва от около 19 април до 23 август. На самите полюси Слънцето е видимо в продължение на половин година. На Северния полюс полярният ден продължава от края на март до края на септември. Противоположният феномен, полярна нощ, се случва през зимата, когато Слънцето се задържа под хоризонта и през деня.
Тъй като земният наклон на оста е значителен (приблизително 23° 27′), Слънцето не залязва при голяма надморска височина през лятото. На самите полюси Слънцето изгрява и залязва само веднъж годишно, на равноденствие. През шестте месеца, когато е над хоризонта, Слънцето непрекъснато се движи в кръгове около наблюдателя, постепенно придвижвайки се нагоре и достигайки най-висока точка в небето по време на лятното слънцестоене.
Поради атмосферната рефракция и защото Слънцето има форма на сфера, а не на точка, полярният ден може да се наблюдава на географски ширини, които не попадат в полярния кръг. Например, в Исландия има полярен ден, въпреки че е малко на юг от полярния кръг. Поради същите причини, периодът на слънчева светлина при полюсите е малко по-дълъг от шест месеца. Така, най-северните части на Шотландия или Санкт Петербург претъпяват полумрак през нощта около лятното слънцестоене.

## Бели нощи
На места, където Слънцето не се скрива на повече от 6° под хоризонта, се наблюдава феноменът бяла нощ. При него въпреки че Слънцето остава скрито, небосклона не е тъмен. Понякога е достатъчно ясно през нощта, че да може да се чете книга без нужда от изкуствена светлина.

## Градове, в които се наблюдава полярен ден
- Русия: Апатити, Билибино, Верхоянск, Воркута, Инта, Гаджиево, Дудинка, Заозьорск, Заполярни, Игарка, Кандалакша, Кировск, Ковдор, Кола, Лабитнанги, Мончегорск, Мурманск, Мезен, Нарян Мар, Нови Уренгой, Норилск, Оленегорск, Островной, Певек, Полярние Зори, Полярни, Салехард, Североморск, Снежногорск, Среднеколимск, Тикси, Усинск.
- Норвегия: Алта, Хиркенес, Лонгирбюен, Тромсьо;
- Швеция: Кируна.